# Stubaier Gletscher
Stubaier Gletscher ist der Name für ein Gletscherskigebiet in Österreich, Tirol, Bezirk Innsbruck-Land, im Gemeindegebiet Neustift im Stubaital. Das Skigebiet liegt in den Stubaier Alpen, nordöstlich der Stubaier Wildspitze (3.341 m). Die Anfahrt erfolgt durch das Stubaital.
Das Skigebiet liegt in einer Höhenlage zwischen 1.695 und 3.170 Metern. Liftanlagen befinden sich auf den Gletschern Daunferner, Eisjochferner, Gaißkarferner, Fernauferner und Windachferner.
Im Sommer wird das Areal als hochalpines Wandergebiet genutzt. Bis 2002 konnte man auf dem vergletscherten Bereich auch im Sommer skilaufen. Seit 2003 gilt der Stubaier Gletscher von Oktober bis Juni als schneesicher.

## Geschichte

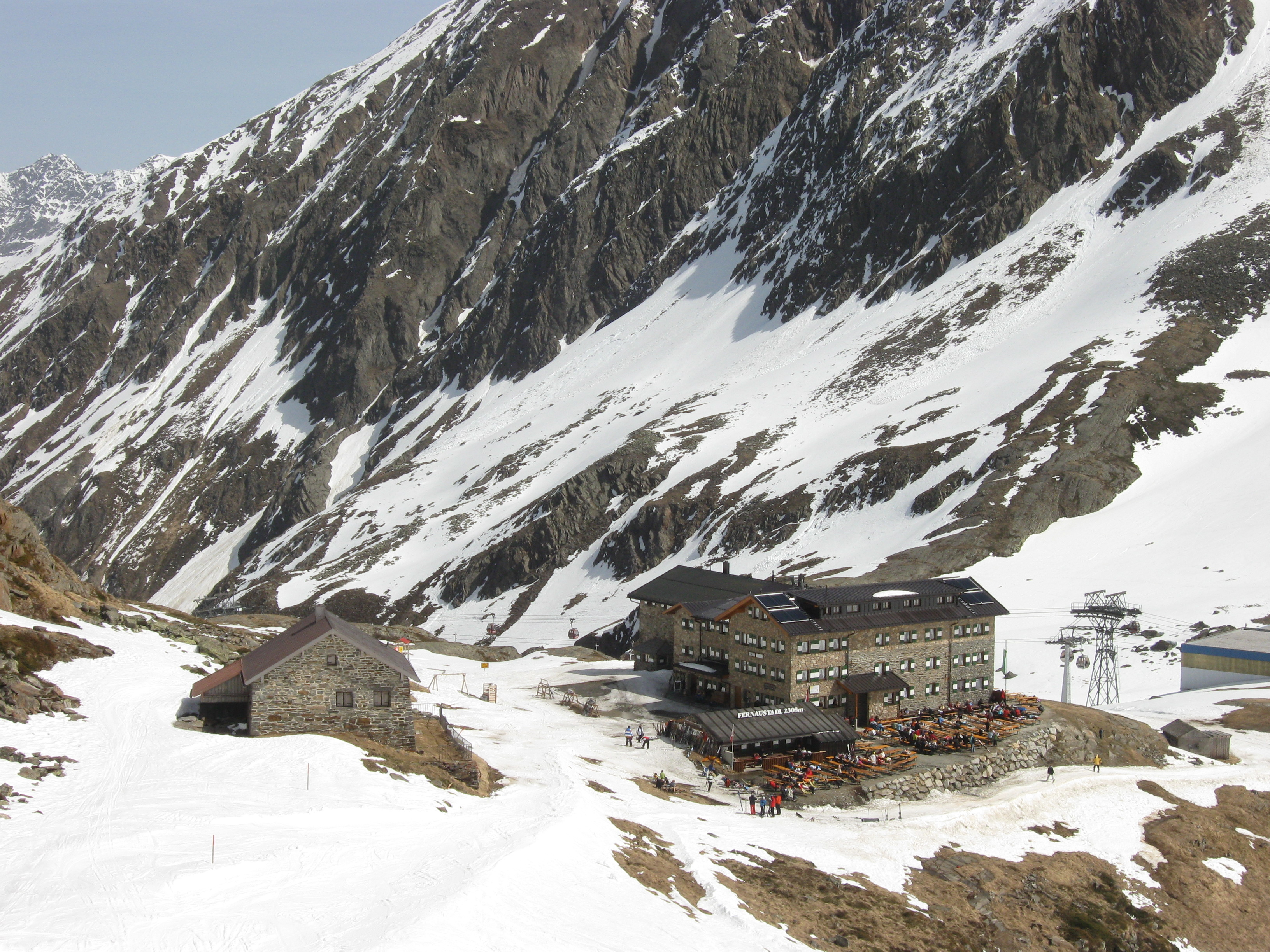
Die Dresdner Hütte

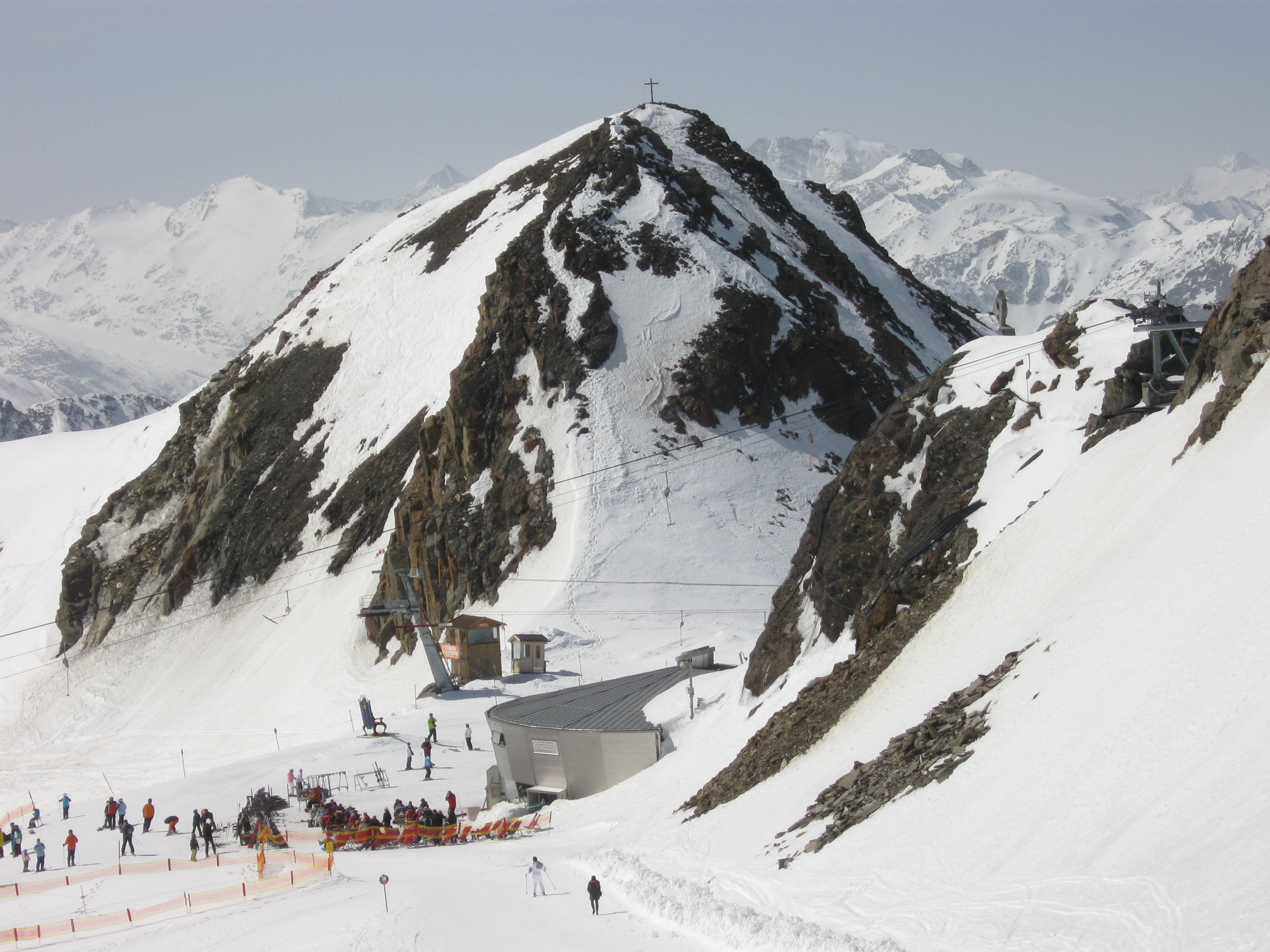
Das Bergrestaurant Jochdohle

Die Stubaier Gletscherbahn ging 1973 erstmals in Betrieb. Zunächst endete die Eisgratbahn auf Höhe der Dresdner Hütte. Weitere 330 Höhenmeter bis knapp oberhalb des Gamsgartens mussten zu Fuß bewältigt werden. Der erste Skilift Eisjoch I sowie das Restaurant Eisgrat wurden erst im April 1974 eröffnet. Dem Besucher stehen – Stand 2019 – 26 Liftanlagen zur Verfügung. Das Skigebiet bietet 35 Abfahrten mit einer Gesamtlänge von 62 km.
Daneben bietet das Skigebiet eine Riesentorlauf-Rennstrecke am Eisjochferner, eine Geschwindigkeitsmessstrecke am Daunferner sowie das BIG Family-,  Kinder- und Jugend-Ski-Camp an der Station Gamsgarten mit 4 Zauberteppichen und etlichen Gelände-Arrangements für den 3- bis 15-jährigen Ski-Nachwuchs. Für Langläufer steht eine 2 km lange Höhenloipe zur Verfügung und für Eiskletterer ein 20 Meter hoher Eiskletterturm.
Am Gaißkarferner befindet sich der Stubai Zoo, ein großer Snowpark mit drei Lines, der vor allem im Herbst und Frühjahr gut frequentiert ist. Bei den Stubai Prime Park Sessions, einem vierwöchigen Trainingscamp, treffen sich seit 2013 regelmäßig im Oktober und November die besten Freestyle-Skifahrer und Snowboarder, um für kommende Wettkämpfe zu trainieren und auf den großen Schanzen neue Tricks zu lernen.
Auf dem Gebiet des Stubaier Gletschers liegt mit der auf 3.150 Metern errichteten Jochdohle eines der höchstgelegenen Bergrestaurants Österreichs. Die Gipfelplattform Top of Tyrol befindet sich auf 3.196 m Höhe. Diese war im Juni 2019 einer der Drehorte für die Bollywood-Produktion Sahoo.
Von 2014 bis 2023 gab es eine begehbare Eishöhle nahe der Bergstation Eisgrat, in der verschiedene Gletscherphänomene veranschaulicht wurden. Aufgrund der Gletscherschmelze wurde die Eishöhle geschlossen.
In den Jahren 1988 und 1989 kam es während des Sommerskibetriebes jeweils zu einem schweren Unfall mit Todesfolge durch Stürze in Gletscherspalten. Am 4. August 1988 stürzte der Student Yin Chung Chiu aus Hongkong in einen Hohlraum und starb 5 Tage nach seiner Bergung in einem Krankenhaus. Ein Jahr später, am 9. August 1989, brach der Kanadier Duncan MacPherson mit seinem Snowboard durch eine Schneebrücke und wurde während nachfolgender Pistenpräparationen vollständig begraben. Sein verstümmelter Leichnam wurde erst knapp 14 Jahre später, am 18. Juli 2003, 35 m östlich des Eisjochschleppliftes entdeckt.

## Liftanlagen

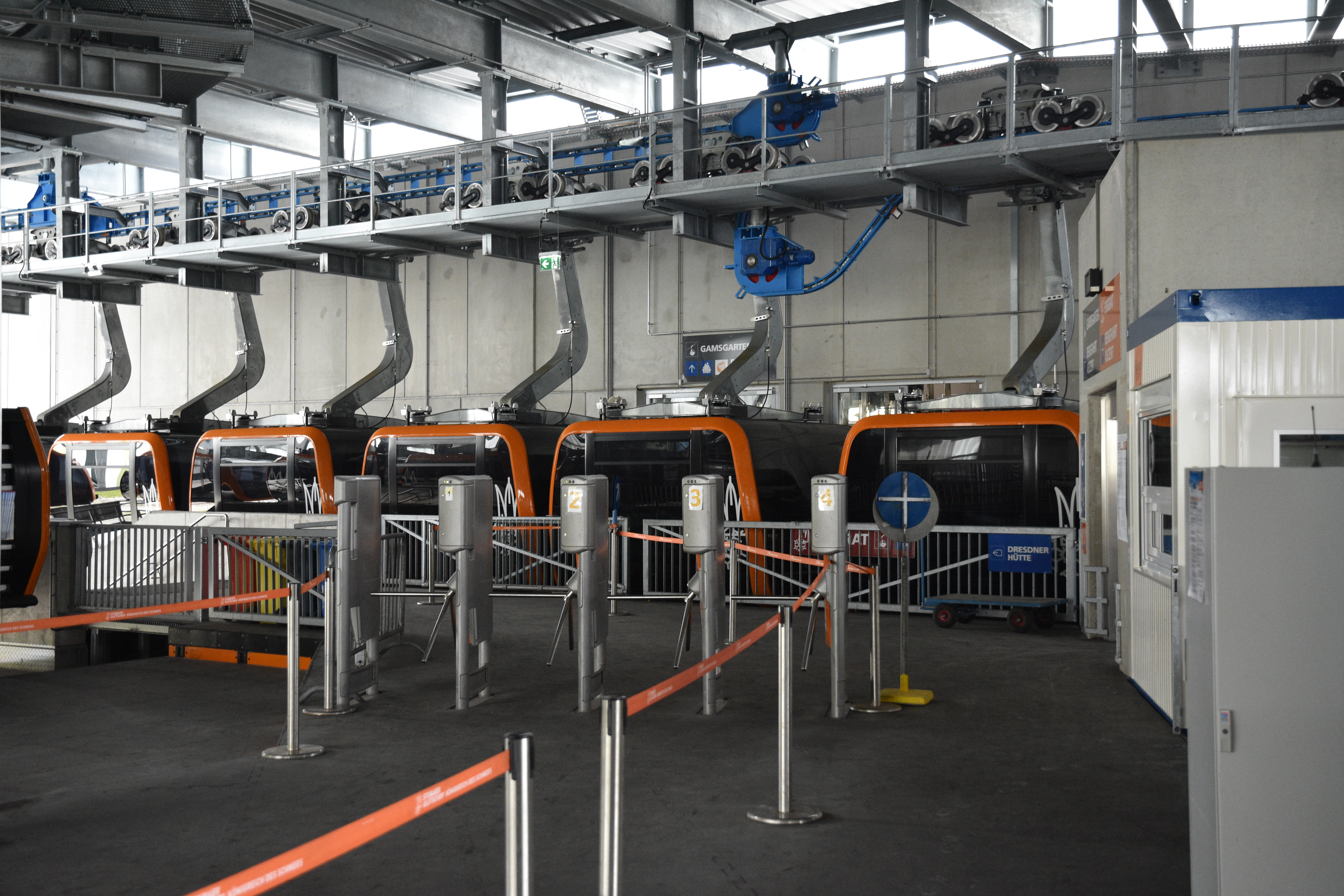
Eisgratbahn Mittelstation

Im Jahr 2019 bietet das Skigebiet 26 Liftanlagen. Am 22. Oktober 2016 wurde eine neue 3S-Bahn samt einer neuen Talstation in Betrieb genommen und ersetzt seitdem die in 1973 in Betrieb genommene Eisgratbahn.
Betriebszeiten sind je nach Saison zwischen 8.00 Uhr bis 16.30 Uhr.

## Bilder

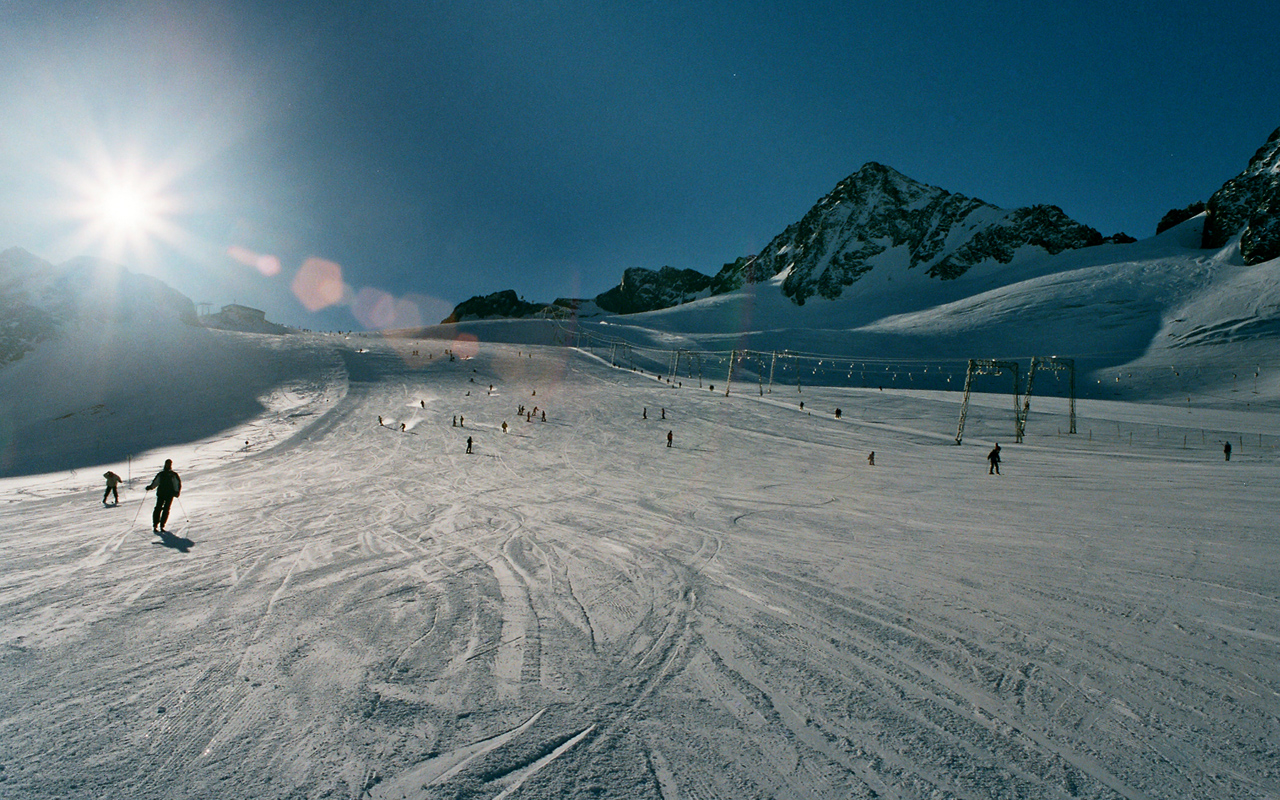
Auf dem Daunferner
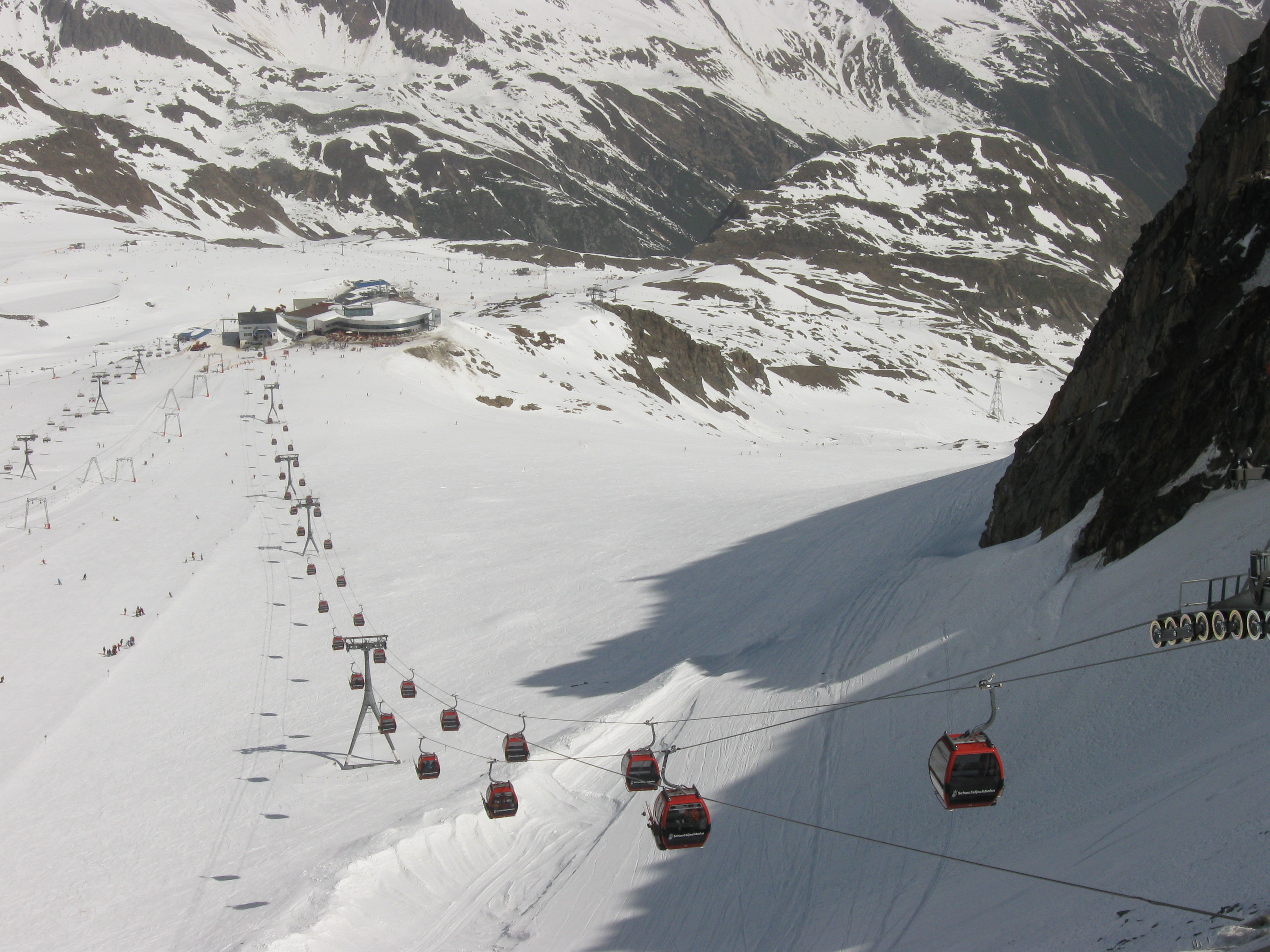
Die Schaufeljoch-Gondelbahn
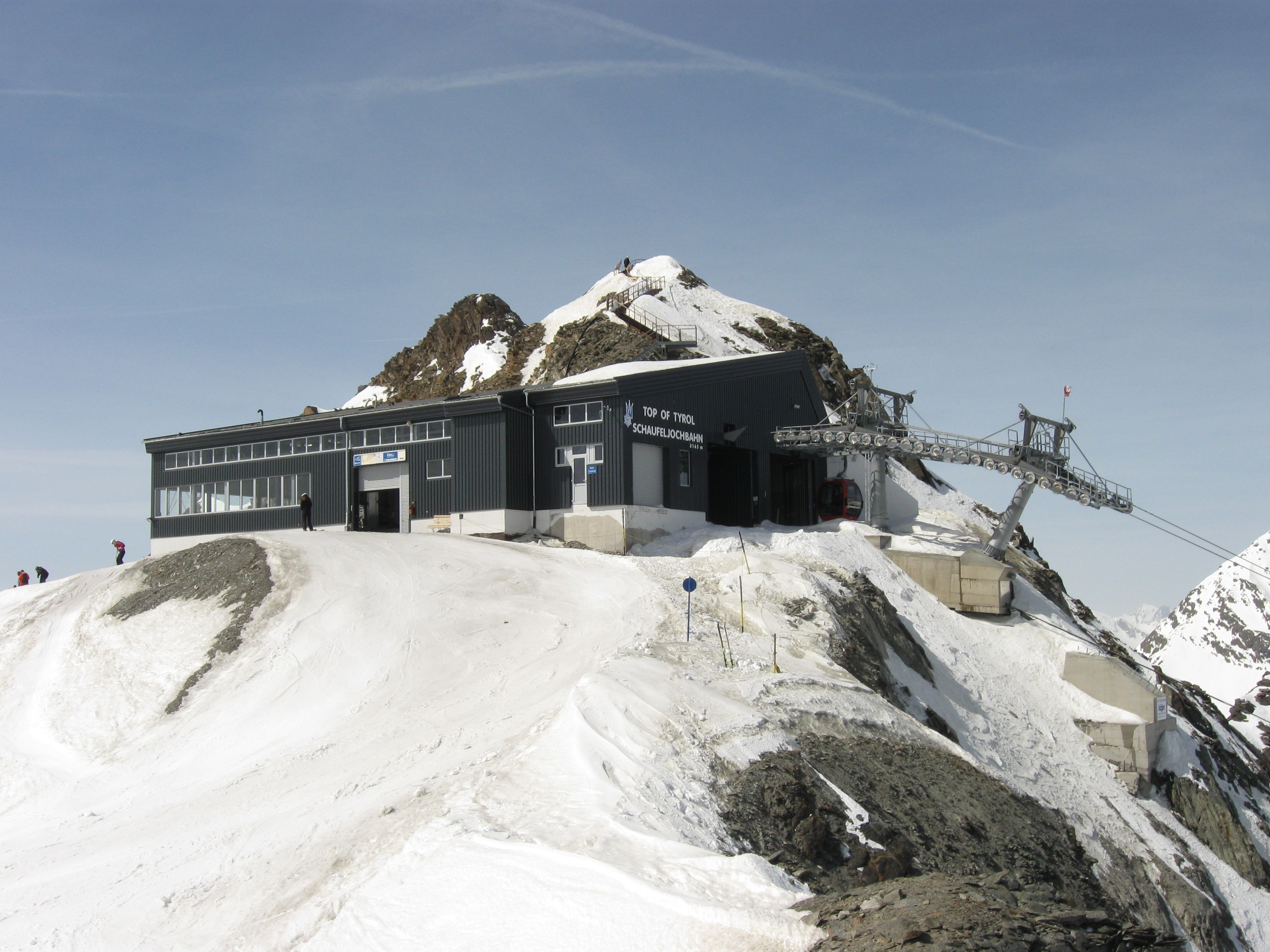
Die Bergstation der Schaufeljoch-Gondelbahn
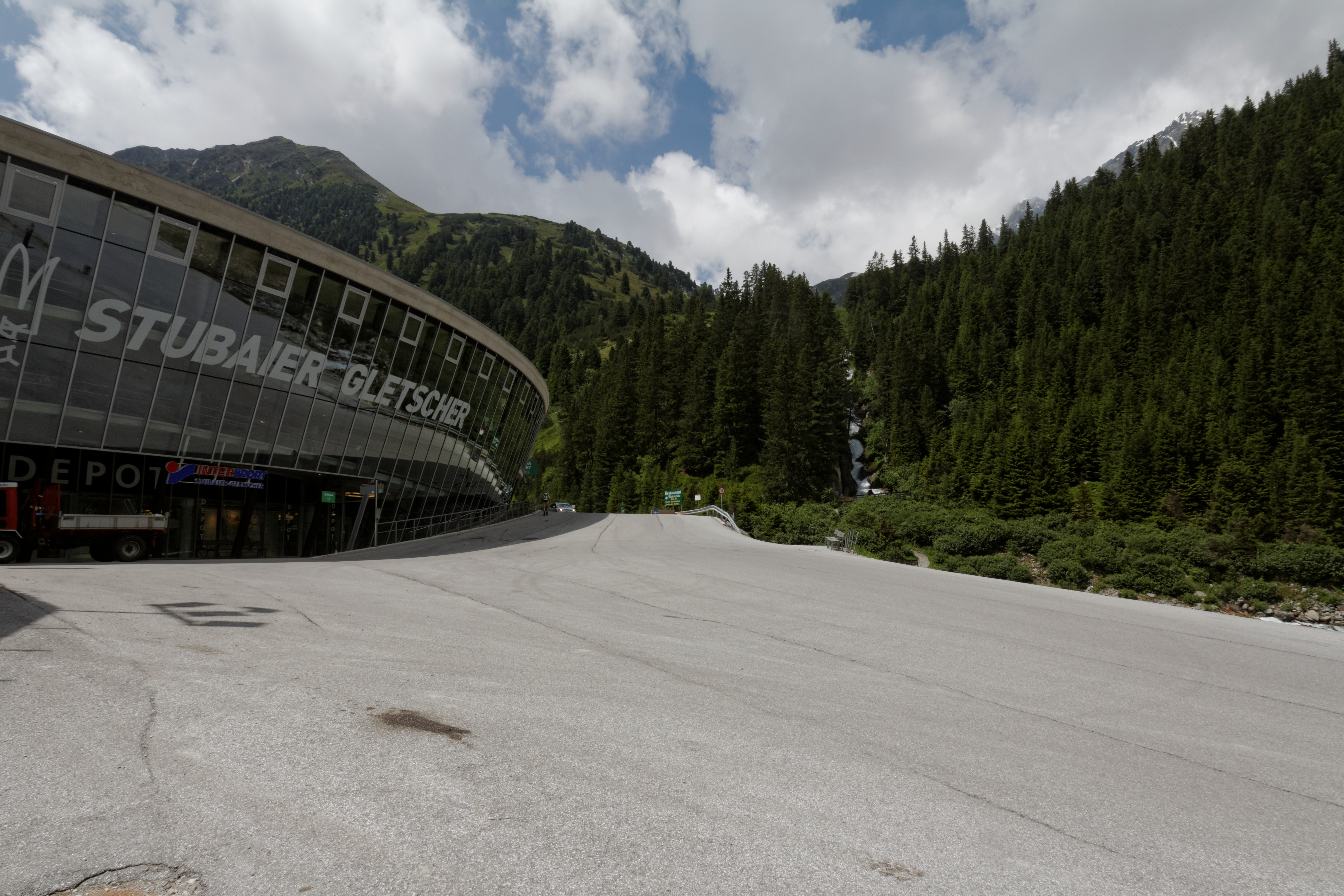
Die Talstation der Gamsgartenbahn am Stubaier Gletscher
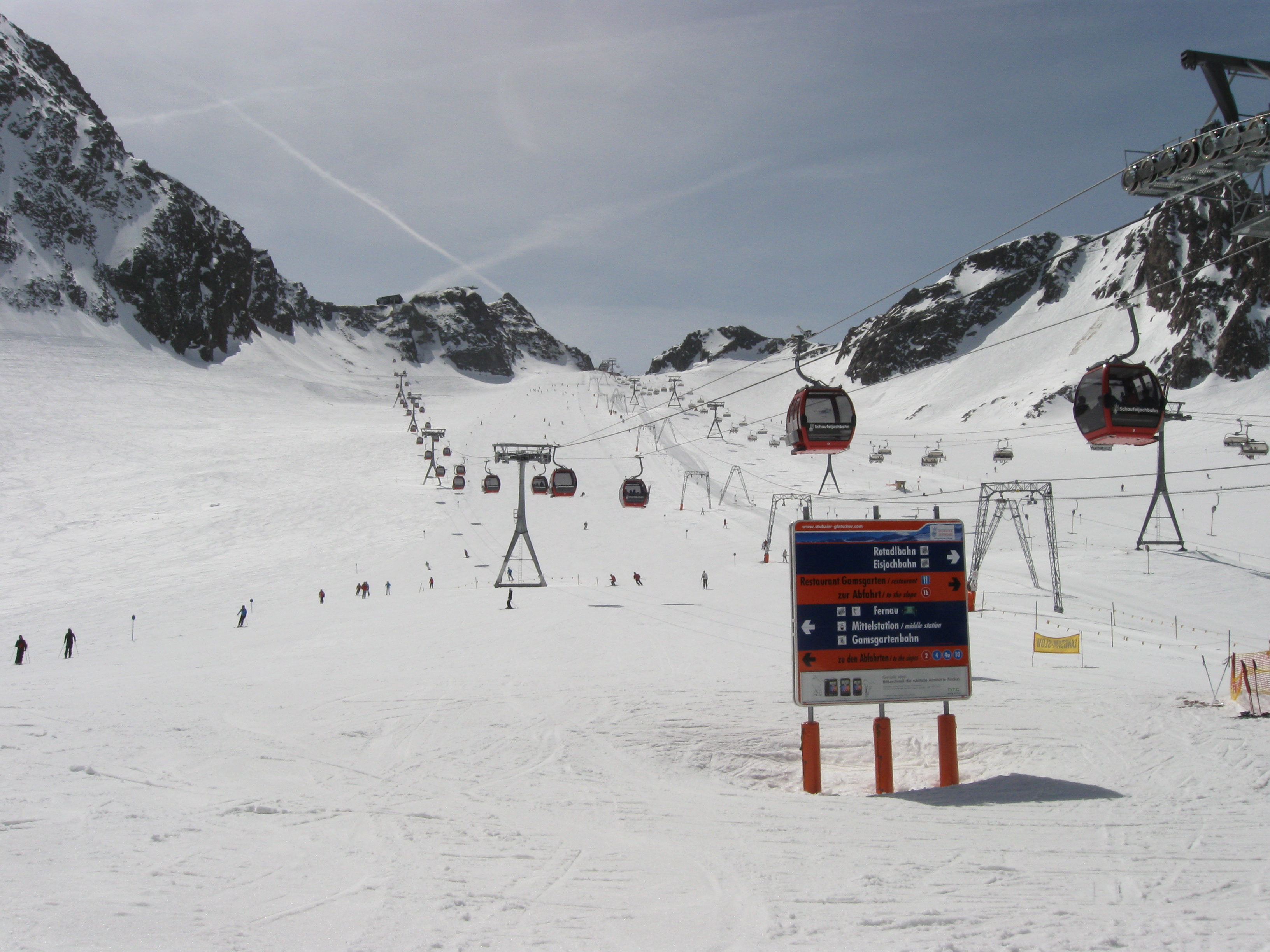
Der Eisjochferner
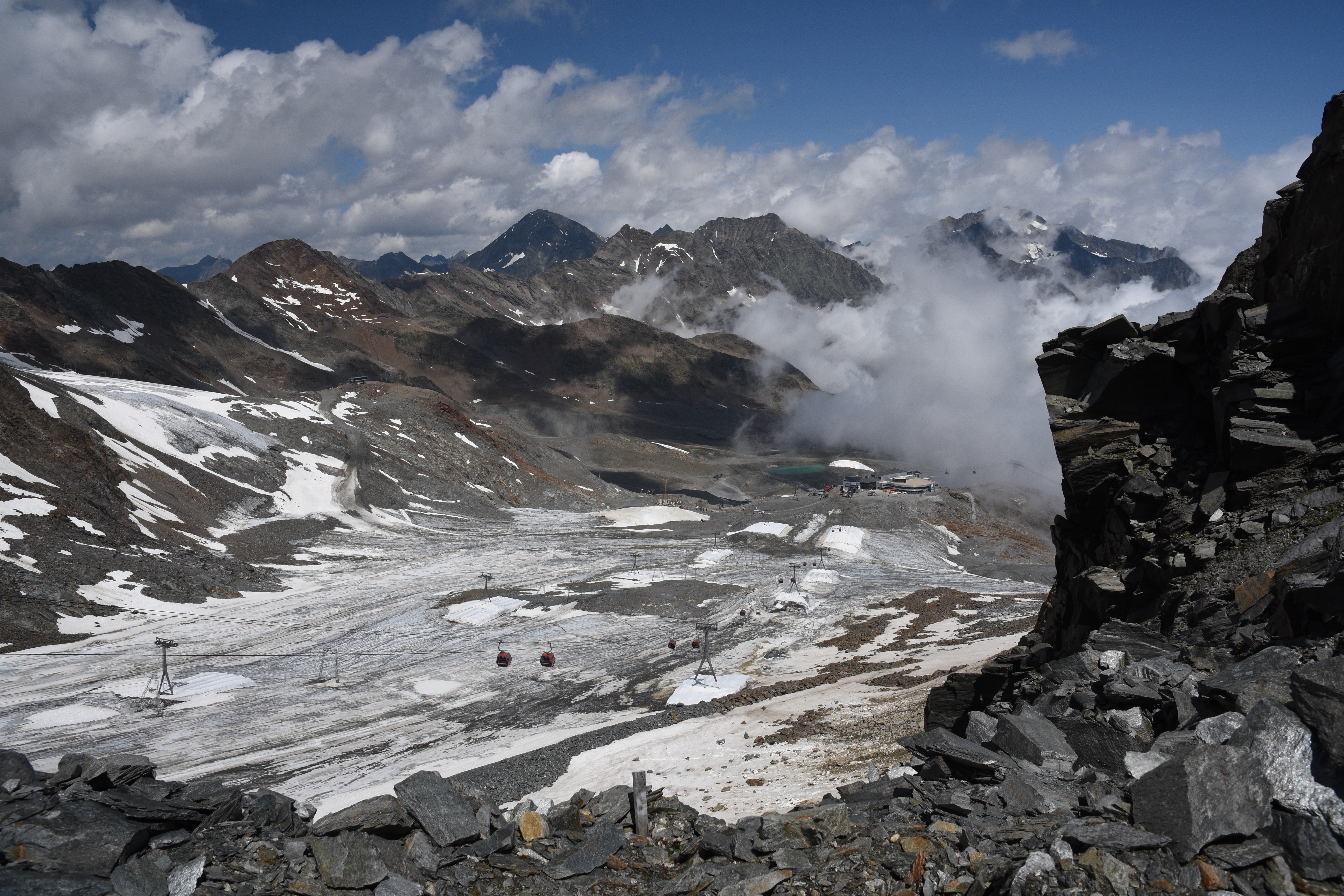
Der Stubaier Gletscher im Sommer